# World Trade Center Barcelona

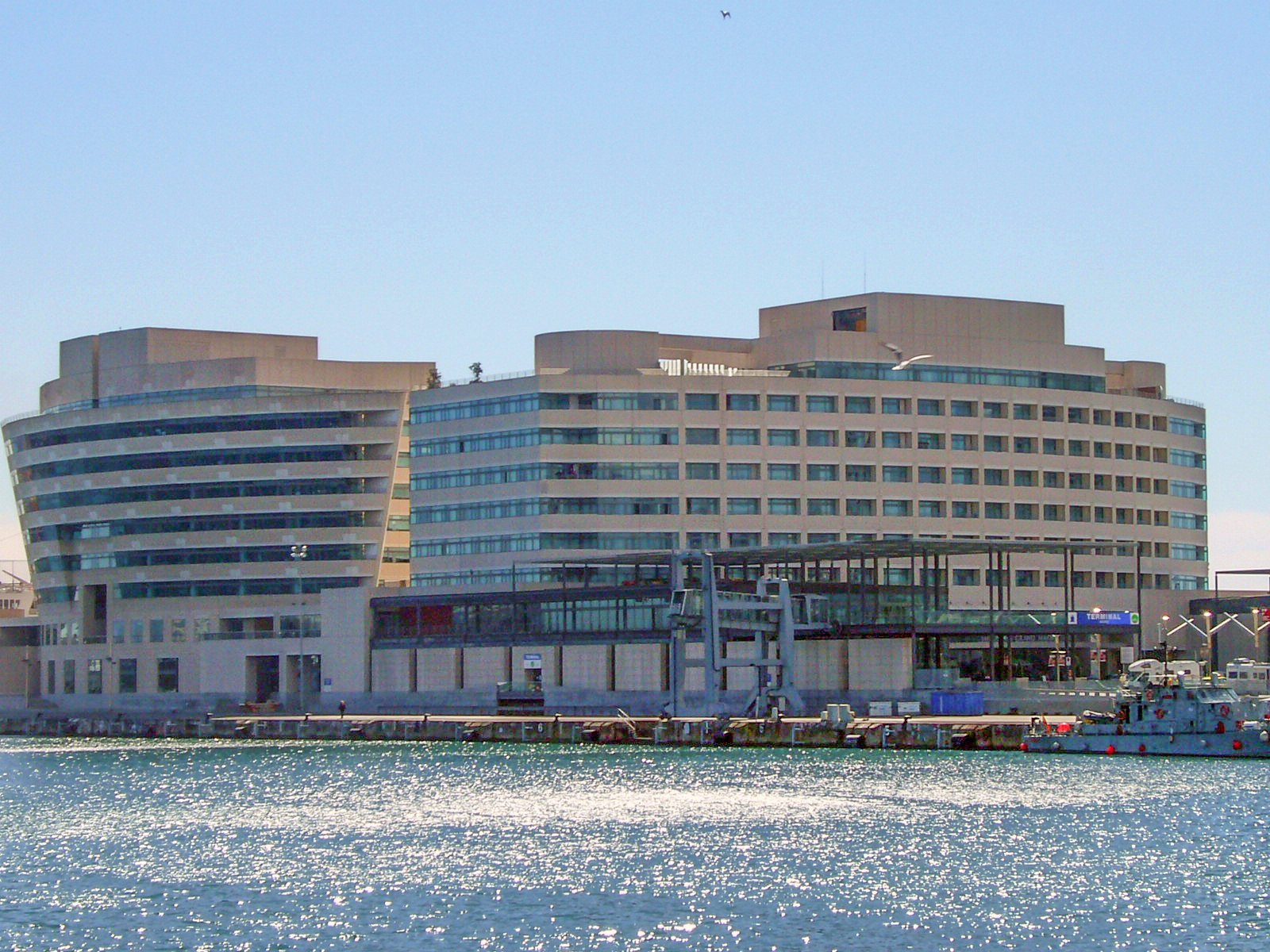
Torre World Trade Center de Barcelona

Inaugurado el 22 de julio de 1999, el World Trade Center Barcelona es el parque empresarial icono de la ciudad condal. Este centro de negocios está situado en el frente marítimo y a pocos minutos del centro de Barcelona, y dispone de 40.000 m² de oficinas de alquiler y de un Centro de congresos, convenciones y reuniones con 20 salas diferentes.
WTCB es un edificio de estructura muy original, inspirado en la forma de un barco, obra del reconocido arquitecto Henry N. Cobb que resalta su estética al estar rodeado por el mar Mediterráneo. La disposición de los cuatro edificios en forma de círculo crea una espectacular plaza central de 2.500 m² donde se encuentran el área comercial y de restauración que dan servicio a los usuarios del complejo.
Estas cuatro torres acogen las oficinas de alquiler, el centro de congresos y el Hotel Grand Marina, de cinco estrellas GL con 291 habitaciones.
Por todo esto, World Trade Center Barcelona se ha consolidado como uno de los núcleos económicos más importantes de la ciudad de Barcelona. Un centro de negocios de 130.000 m² ubicado a pocos minutos del centro de Barcelona.
El diseño del Complejo permite alquilar oficinas desde 40 hasta 3.000 m² en una única planta. La flexibilidad de los espacios también es una característica del centro de congresos, ya que ofrece la posibilidad de organizar reuniones de trabajo de 8 hasta grandes actos con capacidad para 1.500 asistentes.